# Karla Faye Tucker
Karla Faye Tucker Brown (Houston, 18 november 1959 – Huntsville, Texas, 3 februari 1998) was een veroordeeld Amerikaanse moordenares. Ze werd in Texas geëxecuteerd door middel van een dodelijke injectie. Ze werd internationaal bekend omdat ze de eerste vrouw is die geëxecuteerd werd in Texas sinds de Amerikaanse Burgeroorlog en in de Verenigde Staten sinds 1984. Bovendien claimde ze in gevangenschap een wedergeboren christen te zijn geworden en vroeg (mede) daarom om clementie. In 1995 trouwde Karla Faye Tucker in de gevangenis met gevangenispredikant Dana Lane Brown.

## Het misdrijf
Op 13 juni 1983 besloten zij en haar vriend Danny Garrett de motor van Jerry Dean te stelen. Garrett vermoordde Dean met een hamer toen Dean Tucker herkende. Tucker pakte toen een houweel en sloeg Dean vier of vijf keer in de rug. Toen zagen ze iemand zich verstoppen onder een aantal dekens bij een muur, Deborah Thornton. Tucker sloeg haar met de houweel, waarbij ze haar verwondde. Tucker verklaarde later dat ze hierna de kamer had verlaten en dat ze later zag dat Garrett Deborah had vermoord.
Ze werd veroordeeld voor twee moorden. Zowel zij als Garrett kregen de doodstraf. Garrett stierf in 1993 voordat het vonnis kon worden voltrokken aan een leverziekte.

## De executie
Voordat Tucker werd geëxecuteerd, bood ze haar excuses aan voor haar misdaad. De gevangenisbewaarder getuigde dat ze een modelgevangene was en dat het waarschijnlijk was dat ze na veertien jaar in de dodencel gelovig was geworden. De wereldwijde vraag om clementie, door onder anderen paus Johannes Paulus II, mocht niet baten. De toenmalige gouverneur van Texas, George W. Bush (de latere president), tekende haar vonnis in plaats van haar een uitstel van dertig dagen te geven.